# Claudia Llosaová
Claudia Llosaová (nepřechýleně Llosa; * 15. listopadu 1976 Lima) je peruánská filmová režisérka, scenáristka a producentka.
Roku 2009 získala Zlatého medvěda na Berlinale za film Mléko smutku (La teta asustada), který pojednává o dívce, jež se narodila díky znásilnění. Llosaová Zlatého medvěda získala ve 32 letech, a stala se tak nejmladší držitelkou této ceny. Roku 2010 byl tento film nominován i na Oscara za nejlepší neanglicky mluvený film. Natočila ho ve španělské produkci. Šlo o její druhý snímek, přičemž již ten první, Madeinusa (2006), získal cenu FIPRESCI na festivalu v Rotterdamu. Zatím poslední snímek Aloft natočila roku 2014. Ke všem svým filmům si napsala i scénář a produkovala je.